# Abu Abdullah al-Rashid al-Baghdadi
Abu Abdullah al-Rashid al-Bagdadi (Arabisch: أبو عبد الله الراشد البغدادي, Abū ʿAbd Allāh ar-Rašīd al-Baġdādī) (ook bekend als Abu Hamza al-Bagdadi en Abu Omar al-Bagdadi (Arabisch: أبو عمر البغدادي, Abū ʿUmar al-Baġdādī)) (geboren omstreeks 1947 – overleden 18 april 2010) was vanaf 2006 de leider van de Mujahideen Shura Council, later omgedoopt tot Islamitische Staat in Irak (ISI), wat weer de voorloper is van IS.
Al-Bagdadi trad regelmatig op in audioboodschappen waarin hij de moedjahedien van de Islamitische Staat Irak prees en opriep tot gewelddadig verzet tegen de Amerikanen, Britten, en Iraakse veiligheidsdiensten.
Op 9 maart 2007 bracht het Iraaks ministerie van binnenlandse zaken een bericht naar buiten dat Al-Bagdadi gevangen zou zijn genomen, maar dat werd ontkend door de Amerikanen. Op 3 mei 2007 kwam het bericht naar buiten dat Al-Bagdadi zou zijn gedood in een gevecht tussen Amerikaanse militairen en strijders van de Islamitische Staat Irak in het noorden van Bagdad, maar dat werd een dag later ook weer ontkend door het Pentagon.
Op 18 april 2010 werd gemeld dat Al-Bagdadi tijdens een gezamenlijke operatie van Amerikaanse en Iraakse strijdkrachten in de buurt van Tikrit was gedood, wat op 25 april 2010 door de ISI in een verklaring werd bevestigd.